# Comité interministériel des villes
Pour les articles homonymes, voir CIV.
Le Comité interministériel des villes (CIV) créé, en France, en 1988 est chargé de « définir, animer, coordonner et évaluer les actions de l'État dans le cadre de la politique de la ville ». 
Il peut s'appuyer sur les conclusions des travaux de recherche sur la politique de la ville ou sur les propositions des acteurs de la politique de la ville pour modifier ou réorienter cette politique. Il s'appuie aussi sur le Conseil national des villes et l'Observatoire national de la politique de la ville qui tous deux concourent, dans le cadre de leurs compétences respectives, à préparer les travaux du Comité. 

## Historique
L'article 6 du décret no 88-1015 du 28 octobre 1988 dispose que « Il est créé sous la présidence du Premier ministre, qui peut s'y faire représenter, un comité interministériel des villes et du développement social urbain chargé de définir, animer et coordonner les actions de l'État dans le cadre de la politique nationale des villes, avec le concours du Conseil national des villes et du développement social urbain, et notamment les actions qui tendent : 
- à favoriser le développement de la vie sociale, économique et culturelle des villes, l'insertion des populations défavorisées, la prévention de la délinquance ;
- à améliorer le cadre de vie urbain ;
- à lutter contre l'insalubrité ;
- à promouvoir des programmes de développement social urbain ;
- à développer l'innovation dans ces domaines. »[1].

L'article 5 du décret no 2015-77 du 27 janvier 2015 change la dénomination du comité. Il dispose que « Le comité interministériel des villes est chargé de définir, animer, coordonner et évaluer les actions de l'État dans le cadre de la politique de la ville, avec le concours du Conseil national des villes. ».
Ce même décret, dans son article 6 donne la liste des 26 ministres composant le comité : « Le comité interministériel des villes est présidé par le Premier ministre ou, par délégation, par le ministre chargé de la politique de la ville. Il est composé du ministre et le cas échéant du secrétaire d'État chargés de la politique de la ville, ainsi que des ministres chargés de l'éducation nationale, de l'économie, de l'environnement, de l'équipement, des transports, de l'aménagement du territoire, du logement, de la justice, de la défense, de l'intérieur, des collectivités territoriales, de l'immigration, de l'intégration, du travail, de l'emploi, de la formation professionnelle, de la fonction publique, de la culture, de l'outre-mer, des affaires sociales, de la famille, de la santé, du budget, du commerce et de l'artisanat, de la jeunesse et des sports. »
Le commissariat général à l'Égalité des territoires  prépare son ordre du jour et les décisions du comité.

## Réunions du CIV
Le Premier ministre Dominique de Villepin réunit le CIV le 9 mars 2006, François Fillon réunit le CIV le 20 janvier 2009 puis le 18 février 2011, puis le 19 février 2013 sous la présidence de Jean-Marc Ayrault.
Après la réunion de 2013, ni Manuel Valls, ni Bernard Cazeneuve, ni Édouard Philippe ne réunissent le CIV. Il faut attendre le 29 janvier 2021 pour que le CIV soit réuni sous la présidence de Jean Castex.
Le CIV se réunit ensuite le 27 octobre 2023 sous la présidence d'Élisabeth Borne. Il adopte notamment l'ouverture 8 h - 18 h des collèges dès la rentrée 2024 et la généralisation progressive des cités éducatives ; l'ouverture des écoles dans la dernière quinzaine d'août dans les quartiers ; l'extension des horaires des bibliothèques dans 500 quartiers et le déploiement de 1 000 éducateurs socio-sportifs.

## Critiques
Le CIV est parfois critiqué pour un relatif manque de résultats en termes d'amélioration des conditions de vie des habitants des quartiers prioritaires de la politique de la ville (QPV) où les difficultés d'éducation, d'emploi et de sécurité persistent.[réf. nécessaire]

## Pour approfondir

#### Articles de revues à comité de lecture
- Bacqué, M., Sintomer, Y. (2013). La démocratie participative face aux inégalités. Revue française de science politique, 63(1), 1-26.
- Demazière, D., Préteceille, E. (2010). La politique de la ville : une politique publique paradoxale. Revue française de sociologie, 51(1), 5-28.
- Le Galès, P., Lequesne, C., dir. (2017). La politique de la ville en France : un bilan de l'action publique. Revue française d'administration publique, 165, 1-224.